# Peace, Love, Death Metal
Peace, Love, Death Metal is het eerste studioalbum van de band Eagles of Death Metal.

## Tracklist
| Nr. | Titel                       | Duur |
| --- | --------------------------- | ---- |
| 1   | I Only Want You             | 2:49 |
| 2   | Speaking In Tongues         | 2:49 |
| 3   | So Easy                     | 4:00 |
| 4   | Flames Go Higher            | 2:53 |
| 5   | Bad Dream Mama              | 3:02 |
| 6   | English Girl                | 2:38 |
| 7   | Stacks O' Money             | 2:48 |
| 8   | Midnight Creeper            | 1:57 |
| 9   | Stuck In The Metal          | 3:18 |
| 10  | Already Died                | 2:59 |
| 11  | Kiss The Devil              | 2:53 |
| 12  | Whorehoppin (Shit, Goddamn) | 3:34 |
| 13  | San Berdoo Sunburn          | 3:42 |
| 14  | Wastin' My Time             | 2:42 |
| 15  | Miss Alissa                 | 2:38 |

'Stuck In The Metal' is een cover van 'Stuck In The Middle With You' van Stealer's Wheel.

## Personeel
- Drums: J Devil Huge (nummers: 5, 10, 15), Josh "Baby Duck" Homme (nummers: 1 t/m 4, 6, 7, 9, 11 t/m 14)
- Gitaar en zang: J Devil Huge
- Percussie: Josh "Baby Duck" Homme (nummers: 5, 10, 15)
- Mixen: Alain Johannes
- Producer: Joshua Homme
- Opname: Alain Johannes
- Geschreven: J. Everett Hughes (nummers: 1 t/m 8, 10 t/m 15)
- Opname van 'Speaking In Tongues': Brody Dalle, Micah Roy Hughes en Tim Vanhamel
- Piano op 'English Girl': Alain Johannes
- Basgitaar op 'Already Died' en 'San Berdoo Sunburn': Nick Oliveri
- Piano op 'Kiss The Devil': Alain Johannes. Natasha Shneider zingt op dit nummer
- Basgitaar op 'Whorehoppin (Shit, Goddamn)': Joshua homme
- Zang op 'Wastin' My Time': Alain Johannes
- Zang op 'Miss Alissa': Micah Roy Hughes